# Ojämlika fördragen

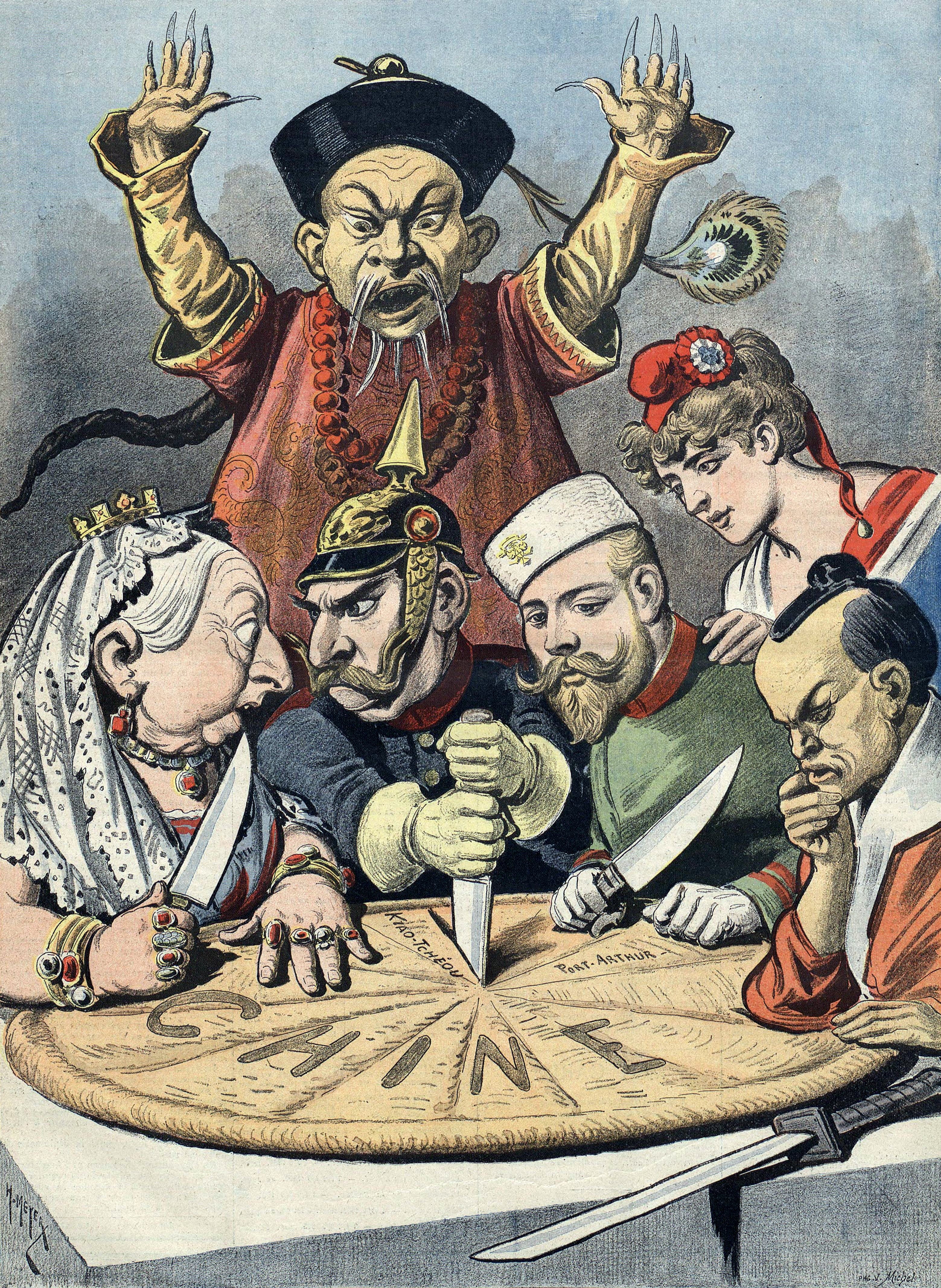
Fransk karikatyr av uppdelningen av Kina.

De ojämlika fördragen (kinesiska: 不平等条约; japanska: 不平等条約; koreanska: 불평등 조약) var bilaterala liksom multilaterala traktat som efter krig eller kanonbåtsdiplomati undertecknades från mitten av 1800-talet till första världskrigets utbrott mellan främmande makter (Storbritannien, Frankrike, USA, Ryssland och andra) och Fjärran Österns historiskt stängda riken: Kinesiska Qingdynastin, japanska Tokugawashogunatet och Kungadömet Korea. Japan efter Meijirestaurationen övergick till samma kategori som västmakterna genom undertecknandet av egna ojämlika fördrag med Kina och Korea liksom annullerandet av flera av de man själv påtvingats.
Termen användes först i de nationer som ansåg dem som påtvingade, i Kina började begreppet "ojämlika fördrag" först användas på 1920-talet.

## Konsekvenser
Avtalen begränsade på många sätt både kinesisk, koreansk och japansk suveränitet, administration, politik och rättsväsende. Ett särskilt iögonenfallande inslag i de flesta fördragen var de hamnar och koncessioner som utländska makter utövade direkt och indirekt kontroll över. En av de viktigaste fördragshamnarna blev Shanghai i östra Kina. Fördragen med Ryska imperiet innebar stora territoriella förändringar då gränsen flyttades långt till söder. Dessa gränsändringar blev också bestående, medan de andra ojämlika fördragen gradvis har upphävts eller förlorat sin betydelse av andra skäl.
Fördragen tvingade de påtvingade länderna att öppna sig för handel och tillåta utländska medborgares förvärv av egendom. I Kina öppnade de för utländska makters rätt att skicka missionärer till landets inre och att dessa skulle undantas från kinesisk lag på alla väsentliga punkter.

## Fördrag som slöts med Kina
De viktigaste av dessa "ojämlika fördrag" var: 
- Freden i Nanking (南京條約) (29 augusti 1842, Kina – Storbritannien)
- Fördraget i Bocca Tigris (虎门條約) (8 oktober 1843, Kina – Storbritannien)
- Fördraget i Wanghia (望厦條約) (3 juli 1844, Kina – USA)
- Fördraget i Huangpu (黄埔條約) (24 oktober 1844, Kina – Frankrike)
- Fördraget i Kanton (20 mars 1847, Kina – Sverige-Norge)
- Fördraget i Aigun (璦琿條約) (28 maj 1858, Kina – Ryska imperiet)
- Fördraget i Tianjin (天津條約) (juni 1858, Kina – Frankrike, Storbritannien, USA, Ryssland)
- Konventionen i Peking (北京條約) (1860, Kina – Ryssland, Frankrike, Storbritannien)
- Fördraget i Tianjintraktatet 1861 (2 september 1861, Kina – Preussen, Zollverein)
- Chefookonventionen (21 augusti 1876, Kina – Storbritannien)
- Det kinesisk-portugisiska Beijing-traktatet (中葡北京條約) (1887)
- Shimonosekifördraget (馬關條約) (17 april 1895, Kina – Japan)
- Li-Lobanov-avtalet (中俄密约) (3 juni 1896, 1896, Kina – Ryssland)
- Annen Beijingkonvensjon (1898, Kina – Tyskland, Ryssland, Storbritannien, Japan)
- Boxarprotokollet (辛丑条约) (7 september 1901, Kina – Åttanationsalliansen (Storbritannien, USA, Japan, Ryssland, Frankrike, Tyskland, Italien, Österrike-Ungern, Spanien, Nederländerna))
- Simlakonferensen mellan 6 oktober 1913 och juli 1914 med deltagande av Storbritannien, Kina och Tibet
- De 21 kraven (二十一條)(25 maj 1915, Kina – Japan)

## Fördrag som slöts med Korea
- Ganghwatraktatet (1876, Japan och Korea)
- Eulsatraktatet (1905, Japan och Korea)
- Taft-Katsuraavtalen (1905, USA och Japan)
- Det japansk-koreanska annekteringstraktatet av 1907 (1907, Japan och Korea)
- Det japansk-koreanska annekteringstraktatet (1910, Japan och Korea)

## Fördrag som slöts med Japan
- Kanagawakonventionen (1854, USA)
- Anglo-japanska vänskapstraktatet (1854, USA)
- Anseiavtalen (1858, USA, Storbritannien, Ryssland, Nederländerna och Frankrike)
- Harristraktatet (1858, USA)
- Anglo-japanska traktatet (1858, Storbritannien)